# Korè Phrasikleia

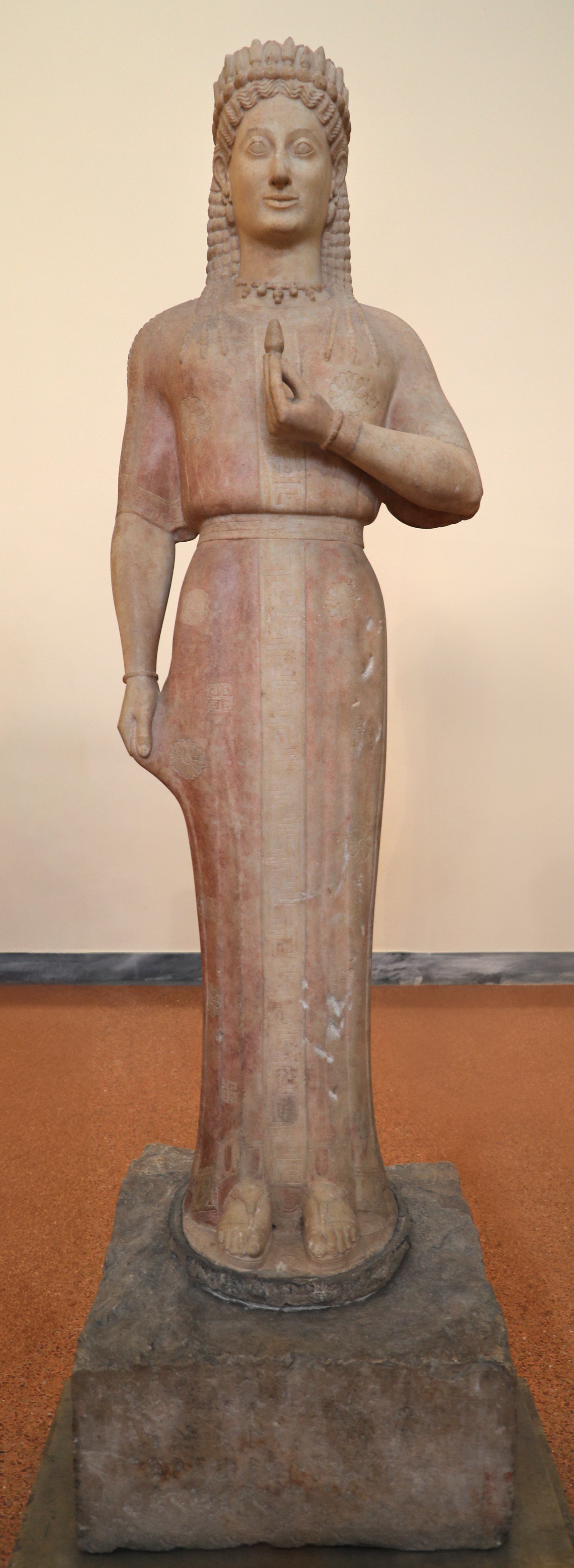
La korè Phrasikleia.

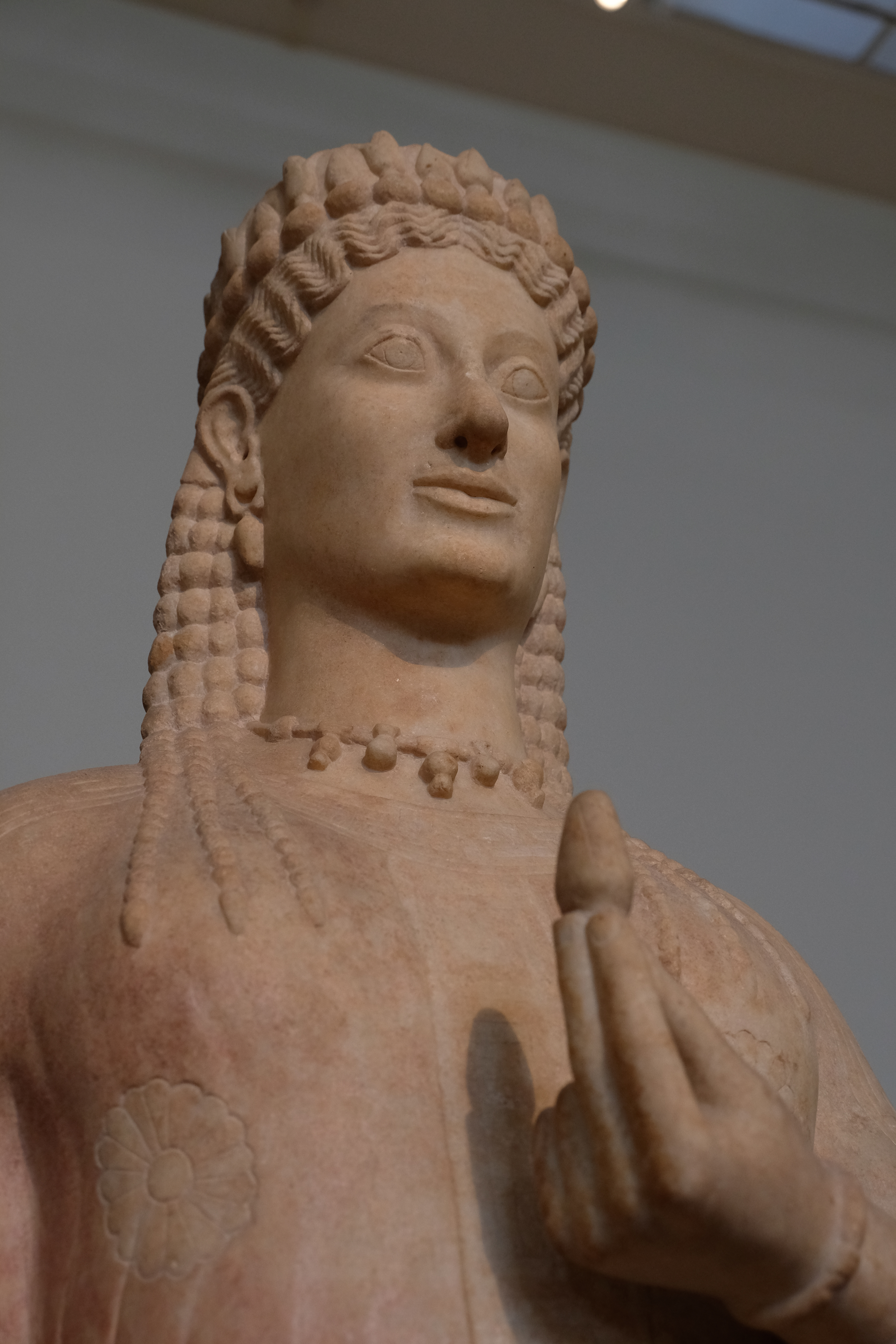
Tête et buste.

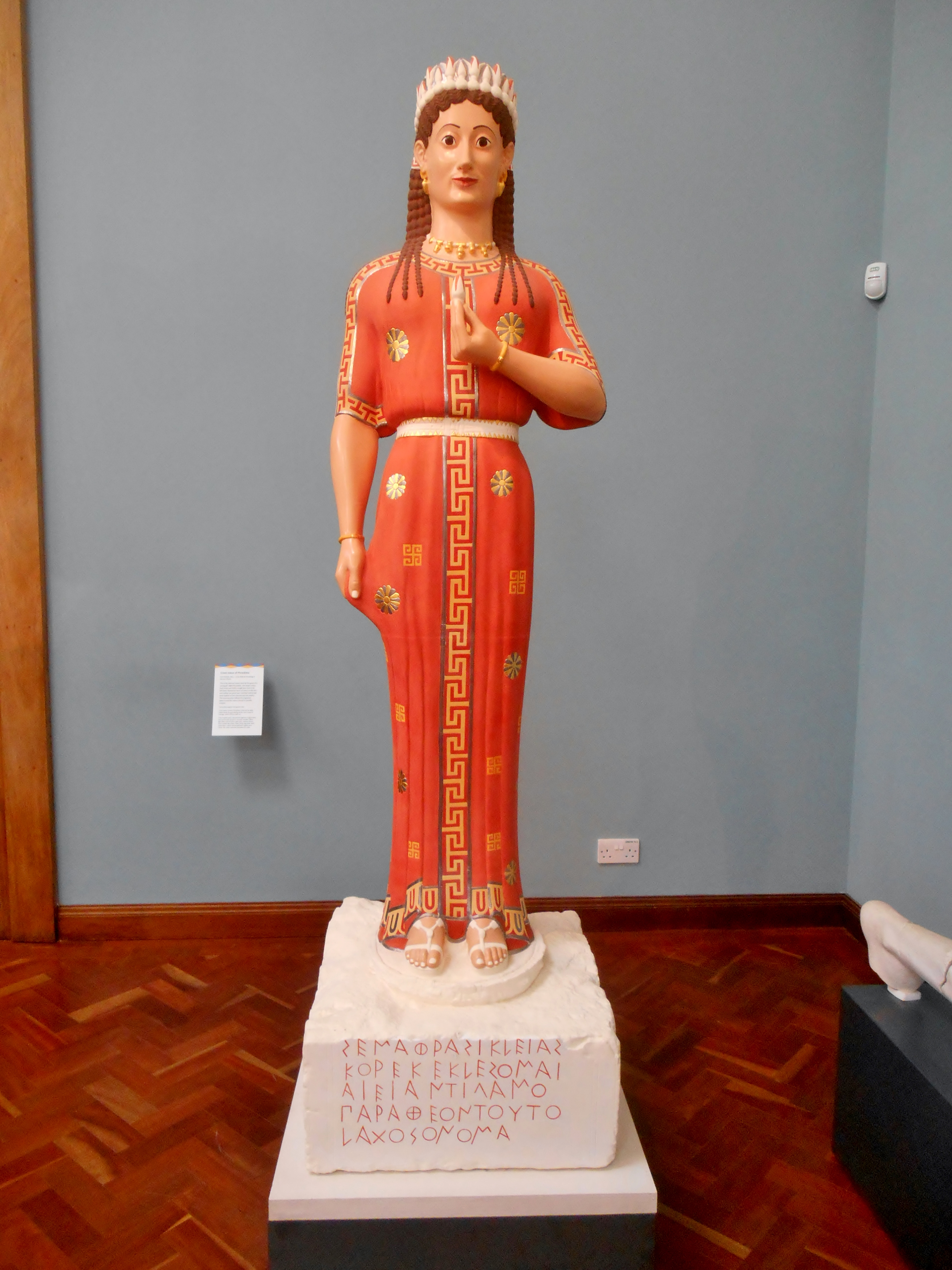
Statue funéraire de Phrasikleia: copie colorisée à l'Ashmolean Museum de Oxford (Grande-Bretagne).

La korè Phrasikleia est une statue funéraire grecque archaïque de l'artiste Aristion de Paros, créée entre 550 et 540 avant notre ère.

## Découverte
Elle a été retrouvée soigneusement enterrée dans une fosse sur mesure,  dans l'ancienne ville de Myrrhinous (Merenta ou Merenda moderne) en Attique, fouillée en 1972. La conservation exceptionnelle de la statue et la nature intacte des éléments polychromes font de la korè Phrasikleia une œuvre importante de l'art archaïque du VIe siècle avant notre ère.
En 1972, l'archéologue E. Mastrokostas découvrit dans les tombes de Myrrhinous deux statues de marbre, un kouros et une korè, qui appartenaient manifestement à la même installation. La statue est aujourd'hui au Musée archéologique national d'Athènes et est exposée avec le numéro de catalogue 4889.

## Description
C'est une statue en marbre de Paros, de 2m11, sur un socle de 26 cm de haut, dont la polychromie est une caractéristique majeure.
Le nom Phrasikleia est dérivé du mot grec archaïque kléos qui signifie «renommée».
Comme l'indique l'inscription, la statue représente une jeune femme décédée célibataire et qui sera donc à jamais connue comme une vierge. Elle se tient debout et porte un long chiton, orné de fleurs et de méandres. Autour de sa taille, elle porte une ceinture. L'avant des pieds et des sandales est visible. Le bras droit tombe et tient fermement le chiton dans une main. Le bras gauche est replié devant le corps et tient dans sa main une fleur de lotus encore fermée. Sur la tête, elle porte une guirlande de fleurs, un collier autour du cou et un bracelet à chaque bras.

## Inscription dédicatoire
Le piédestal porte l'inscription :
(GRC)
«σεμα Φρασικλείας·
κόρε κεκλέσομαι 
αἰεί ἀντὶ γάμο
παρὰ θεον τοῦτο
λαχοσ᾿ ὄνομα»
"Je marque [la tombe] de Phrasikleia ; je serais éternellement appelée corè (« jeune fille »), ayant reçu ce nom des dieux au lieu du mariage."

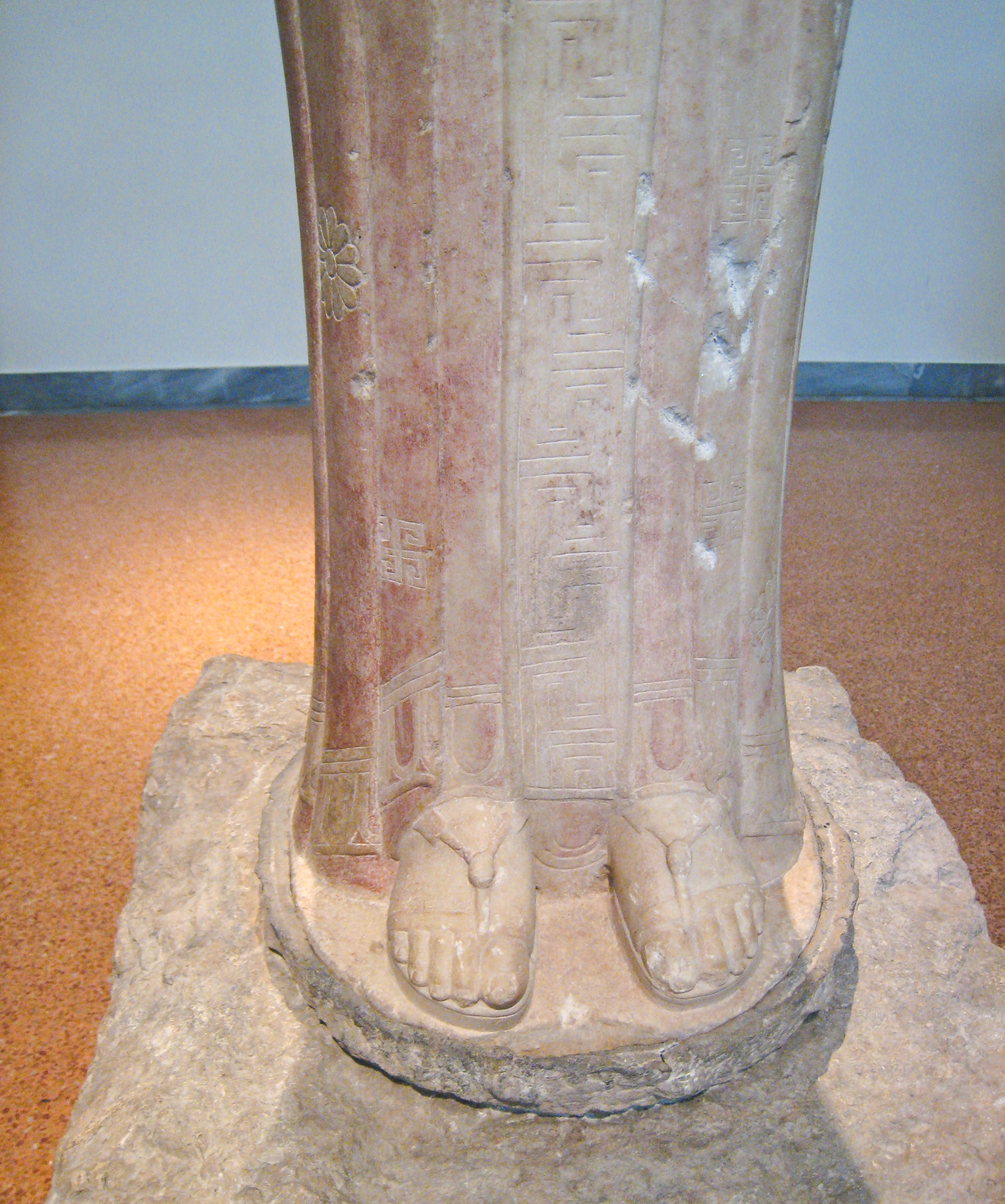
Détail des pieds.

(Inscription à l'avant)